# Fontana (Malta)
Fontana (lub Il-Fontana) – jedna z jednostek administracyjnych na Malcie. Mieszka tutaj 985 mieszkańców. Miejscowość znajduje się na wyspie Gozo.

## Turystyka
- Kościół Najświętszego Serca Pana Jezusa, barokowy kościół z 1893 roku[6]
- Pralnia L-Għajn il-Kbira z 1685 roku[7]

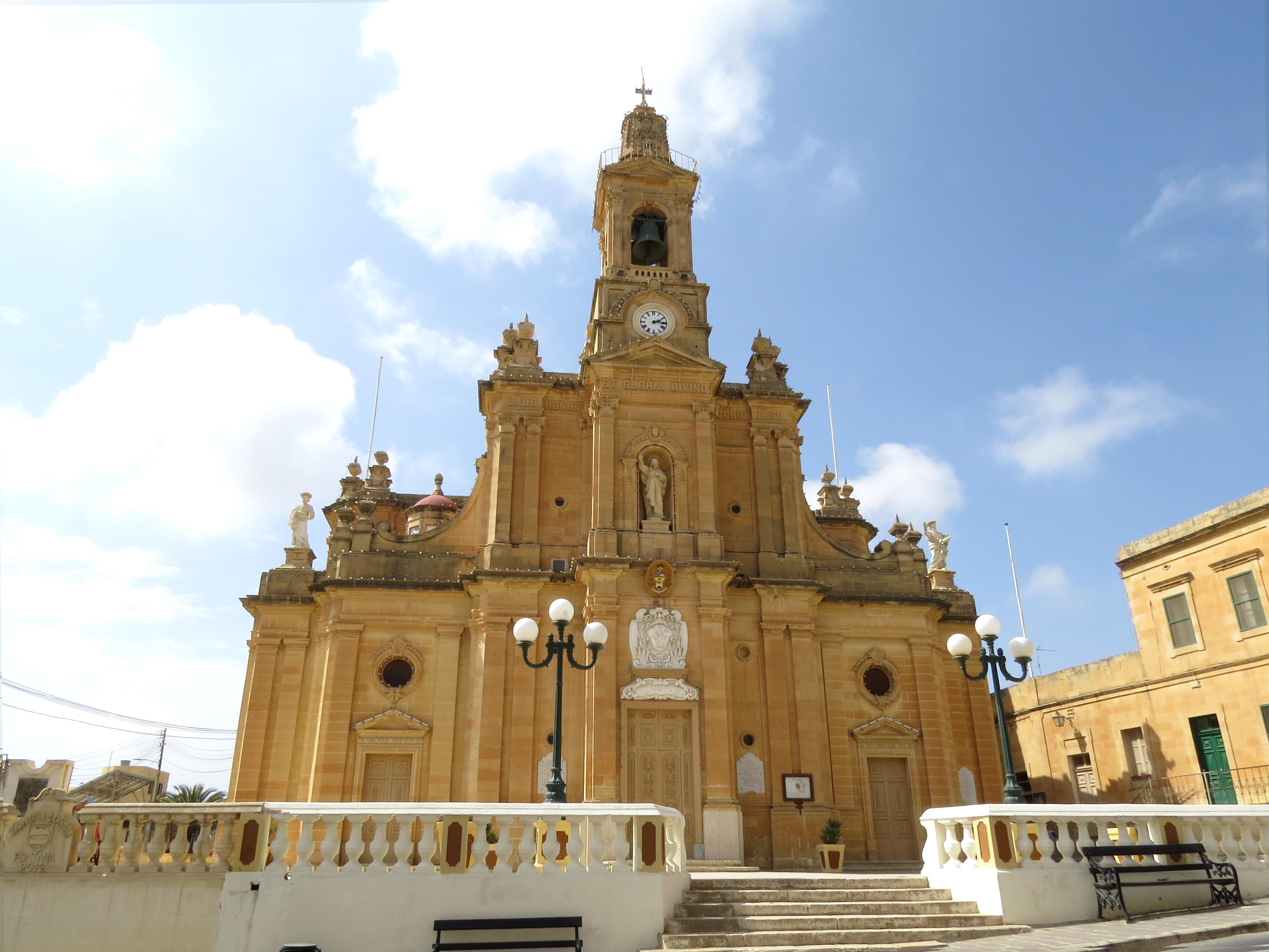
Parish Church of the Sacred Heart of Jesus
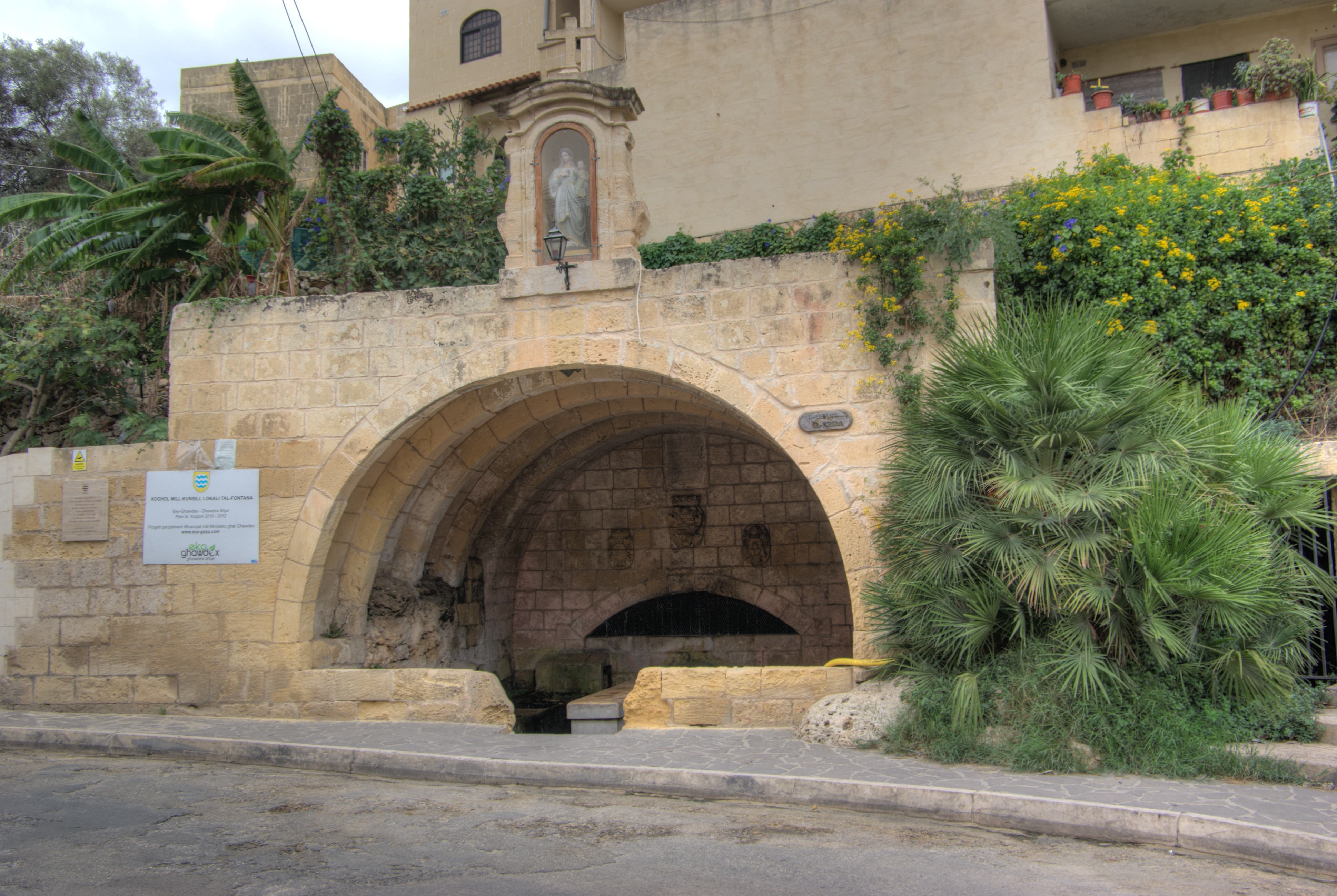
Pralnia L-Għajn il-Kbira